# Анненков, Николай Петрович
Николай Петрович Анненков (1790—1865) — генерал от инфантерии, член совета и инспектор военно-учебных заведений, член Комитета о раненых.

## Биография
Родился в 1790 году. Сын полковника и члена Вотчинной конторы (впоследствии действительного статского советника и председателя Уфимской уголовной палаты) Петра Ивановича Анненкова и жены его Олимпиады Никаноровны урождённой Каншиной.
Образование получил в Пажеском корпусе, из которого выпущен 20 декабря 1809 года поручиком в лейб-гвардии Семёновский полк.
Во время Отечественной войны 1812 года Анненков участвовал в сражениях при Тарутине и Малоярославце. Вслед за тем он совершил Заграничный поход 1813 и 1814 годов. Участвовал в сражениях при Лютцене, Бауцене, Пирне, Кульме и завершил кампанию участием в штурме Парижа.
За свои многочисленные боевые отличия Анненков был награждён орденом св. Владимира 4-й степени с бантом и особым прусским знаком отличия Железного Креста (за Кульм) и орденом Pour le Merite.
В 1813 году Анненков был произведён в штабс-капитаны, а в 1816 — в капитаны и полковники; 28 января следующего года назначен командиром Мингрельского полка (командовал до 22 июня 1818 года), а 13 октября 1821 года переведён на ту же должность в Могилевский пехотный полк.
1 января 1826 года Анненков был произведён в генерал-майоры с назначением командиром 2-й бригады 16-й пехотной дивизии, но на этой должности пробыл недолго, поскольку уже 20 мая того же года он был назначен командиром лейб-гвардии Измайловского полка.
Во время русско-турецкой войны 1828—1829 годов, Анненков находился при осаде Варны и за отличие получил орден св. Анны 1-й степени.
В 1831 году он участвовал в усмирении польского мятежа, находился при преследовании мятежников к местечку Блонье и был при блокаде крепости Модлина. За этот поход Анненков 18 октября был награждён золотой шпагой с алмазными украшениями и надписью «За храбрость» и польским знаком отличия за военное достоинство (Virtuti Militari) 2-й степени.
13 февраля 1832 года Анненков возглавил 2-ю гвардейскую бригаду (т.е. 2-ю бригаду 1-й гвардейской пехотной дивизии), причём должность командира Измайловского полка сдал лишь 14 марта 1833 года. 6 декабря 1833 года был произведён в генерал-лейтенанты.
1 июня 1834 года Анненков был назначен директором 1-го Московского кадетского корпуса; 11 апреля 1843 года назначен членом Совета и инспектором военно-учебных заведений.
23 апреля 1850 года Анненков был произведён в генералы от инфантерии. В 1863 году Анненков вошёл в число членов Комитета о раненых. В 1864 году был удостоен звания генерала, состоящего при Особе Его Величества.
Скончался 14 марта 1865 года.

## Награды
Среди прочих наград Анненков имел ордена:
- Орден Святого Владимира 4-й степени с бантом (1813 год)
- Особый прусский знак отличия Железного Креста — Кульмский крест (1813 год)
- Орден Pour le Merite (1814 год)
- Орден Святой Анны 1-й степени (1828 год, императорская корона к этому ордену пожалована в 1830 году)
- Золотая шпага с алмазными украшениями и надписью «За храбрость» (18 октября 1831 года)
- Польский знак отличия за военное достоинство (Virtuti Militari) 2-й степени (1831 год)
- Орден Святого Георгия 4-й степени (3 декабря 1834 года, за беспорочную выслугу 25 лет в офицерских чинах, № 4914 по кавалерскому списку Григоровича — Степанова)
- Орден Святого Владимира 2-й степени (1835 год)
- Орден Белого орла (1838 год)
- Орден Святого Александра Невского (6 декабря 1843 года, алмазные знаки к этому ордену пожалованы 1 апреля 1847 года)
- Орден Святого Владимира 1-й степени (1854 год)